# Гагарінська (станція метро, Самара)
53°12′01″ пн. ш. 50°10′38″ сх. д. / 53.20028° пн. ш. 50.17722° сх. д.
«Гагарінська» — станція Самарського метрополітену. Розташована на 1-й лінії між станціями «Спортивна» і «Московська».
Станція розташована на розі вулиць Юрія Гагаріна  Революційної.

## Вестибюлі
Станція має два вестибюлі, обладнаних ескалаторами; проте працює один вестибюль, виходи  на вулицю здійснюється через підземні переходи  розташовані недалеко від рогу вулиць Юрія Гагаріна з Революційної.
Засклений майданчик на колонах в центрі платформи є задєлом під перехід на перспективну третю лінію.

## Технічна характеристика
Конструкція станції — колонна трипрогінна мілкого закладення (глибина закладання — 17,5 м). Споруджена зі збірних залізобетонних конструкцій за типовим проектом.

## Колійний розвиток
Станція з колійним розвитком — 3 стрілочних переводи і 1 станційна колія для обороту та відстою рухомого складу.
До відкриття станції «Російська», перед якою є камера з'їздів для обороту поїздів, на перегоні «Гагарінська» - «Московська» діяв особливий режим руху поїздів. Поїзд, прямуючий до станції «Московська», прибував на першу колію станції «Гагарінська», висаджував пасажирів, після чого йшов в оборот. Через 4 хвилини на другу колію станції «Гагарінська» прибував потяг, прямуючий до станції «Юнгородок». Слідом за ним, з інтервалом в 40 секунд, з обігу на другу колію станції «Гагарінська» виїжджав поїзд, прямуючий до станції «Московська». Поки йшла посадка, машиніст переходив в іншу кабіну управління, після чого поїзд слідував до станції «Московська» другою колією. Для індикації напряму руху поїздів використовувалося світлове табло та оголошення по гучномовному зв'язку.

## Оздоблення
Колони виконані у вигляді сопел ракет, розвернутих розтрубами в стелю, на якій розташовані жовтуваті світильники сферичної форми. Вгорі в поглибленнях колон також можна побачити лампи освітлення. У колонах є вузькі вертикальні прорізи, оздоблені смужками нержавіючої сталі.
Стіни станції оздоблені плиткою темно-синіх і блакитних тонів, що утворює панно на космічні теми. Підлога вкрита полірованим гранітом земного коричнево-червоного кольору з обробкою білими мармуровими смужками.
11 квітня 2014, до Дня космонавтики, на платформі була відкрита пам'ятна дошка. На ній зображений портрет Юрія Гагаріна і відзначена дата відкриття станції.

## Ресурси Інтернету
- «Гагарінська» на сайті Самаратранс.info [Архівовано 31 грудня 2007 у Wayback Machine.](рос.)
- «Гагарінська» на сайті «Прогулянки по метро»(рос.)